# Sida alamosana
Sida alamosana är en malvaväxtart som beskrevs av S. Wats. och J. N. Rose. Sida alamosana ingår i släktet sammetsmalvor, och familjen malvaväxter. Inga underarter finns listade i Catalogue of Life.